# Château de Ludwigseck
Le château de Ludwigseck  se trouve dans la municipalité de Ludwigsau, dans le district Hersfeld-Rotenburg, en Allemagne. 

## Histoire
Le château fut construit au début du XVe siècle à la demande du comte Louis II de Hesse, dans le but de protéger les villages, leurs habitants et les champs et bois attenants, contre les destructions  dont ils faisaient l'objet. Il fut achevé en 1419 et il est resté propriété de la famille Riedesel depuis 1495.
Gravement endommagé lors de la guerre de Trente Ans, il fut reconstruit en 1677.
Au début du XIXe siècle, il fut l'objet d'une rénovation importante, ayant subi d'importantes dégradations. 